# Otto Rathke
Otto Rathke (auch: Rathke-Bernburger; * 13. April 1881 in Danzig-Langfuhr; † 24. Juli 1936 in Berlin) war ein deutscher Musiker und Vortragskünstler.

## Leben
Nach dem Tod seines Vaters zog Otto Rathke mit der Familie nach Berlin. Dort erlernte er das Trompeten- und Cornetspiel.
1900 spielte er im Musikkorps des 2. Garde-Regiments zu Fuß unter Musikmeister Max Graf. Er studierte Harmonielehre und Komposition an der Hochschule für Musik in Charlottenburg. Als Komponist wurde er vor allem durch seine Militärmärsche bekannt. Er schrieb aber auch Charakterstücke, Lieder und volkstümliche Tänze, die seine Verbundenheit mit der Heimat bekunden.
Nach dem Weltkriege erweiterte er seine musikalischen Wirkungsbereiche. Er besorgte Arrangements für Tanzorchester wie Bernard Etté, Marek Weber, Georges Boulanger und Barnabás von Géczy; auch komponierte und interpretierte er moderne Unterhaltungsmusik, bisweilen unter dem Pseudonym Erik Bloomström.
Rathke spielte für die Bühne, die Schallplatte und den Rundfunk. Für Aufnahmen bei der Schallplattenfirma Vox dirigierte er ein “Blasorchester mit Gesang”.
In der Haller-Revue “Wann und wo ?” blies er 1927 im Orchester der Revue, das unter der Leitung von Hans Schindler stand, die Trompete.
Rathke trat jedoch auch als Humorist in Erscheinung. Als Vortragskünstler hatte er schon kurz nach dem Kriege bei Beka Couplets und humoristische Vorträge aus eigener Feder auf Platte gesungen; mehrere humoristische Orchesterstücke, die er auch noch selber eingespielt hat, zählen zu seinen Werken. Noch Ende der 1920er Jahre besprach er mehrere kleine Derby-Platten mit eigenen Kleinkunst-Texten, die veröffentlicht wurden.
Zusammen mit der Lachkünstlerin Lucie Bernardo war er 1920 am Zustandekommen der weltberühmten “Original Lach-Aufnahme” auf Beka beteiligt. Er war darauf der Kornettist, der sich beim Solo „Aus der Jugendzeit“ immer wieder ‘verblies’. Der Erfolg ließ noch weitere „Lach-Aufnahmen“ folgen.
Von der Soubrette Margarete Wiedeke ließ er sich 1931 eine “Gardinenpredigt” halten.
Mit dem Conférencier und Humoristen Ernst Petermann verfasste er den Huldigungs- u. Festmarsch “Die Gratulanten”.
Zusammen mit Theo A. Körner verfasste er 1927 eine Instrumentations-Tabelle für Grosses-, Salon- und Jazz Orchester, welche mit einem Begleitwort von Alexander von Fielitz bei Anton J. Benjamin in Leipzig erschien. Sie wurde noch 1951 erneut aufgelegt.
Nach der Machtergreifung der Nationalsozialisten komponierte er 1933 die Musik zu dem bedenklichen Titel Adolf Hitlers Lieblingsblume ist das schlichte Edelweiß, dessen Text  auf das Konto von Emil Gustav Adolf Stadthagen geht.
Seine Militärmärsche mit so markigen Titeln wie Aus Stahl und Eisen oder  Mit eiserner Faust wurden, obgleich viel früher entstanden, im “Dritten Reich” noch gerne gespielt.
Rathke starb an einem Herzinfarkt am 24. Juli 1936 in Berlin.

## Werke
Marschmusik
- Aus Stahl und Eisen
- Deutsch-Österreich Marsch
- Deutsche Recken. Kraft-Marsch
- Deutscher Präsentiermarsch
- Mit eiserner Faust
- Neuer Preussenmarsch
- Westfalentreue
- Wetterleuchten

Charakterstücke
- Marionetten-Brautzug. Charakterstück
- Matrosenstreiche. Charakterstück
- Pan und der Waldschrat. Charakterstück
- Schloßwache der Ameisen. Charakterstück
- Schmetterlinge. Charakterstück
- Spatzenparade. Charakterstück
- Tanz der Glockenblumen. Konzert-Mazurka
- Tanzende Müllergesellen. Charakterstück
- Zirkus-Löwen. Charakterstück
- Zwerg-Patrouille. Charakterstück

Lieder
- Oh kehr' zurück. Lied (TuM.: O. Rathke)
- Stosst an, füllt die Becher, es lebe der Rhein. Lied (Bearbeitung; Komponist: Erich Ziegler[21])
- Adolf Hitlers Lieblingsblume ist das schlichte Edelweiss. Lied (Text: Emil Gustav Adolf Stadthagen)

Unterhaltungs- und Tanzmusik
- Die Dame aus der Bar. Two-step
- Die Kleinbahnfahrt. Foxtrott
- Die Liebe und der Suff. Jux-Rheinländer
- Franz Schubert. Romantischer Symphonic-Fox
- Ich brauche Liebe. Shimmy
- Ich freu' mich so aufs Wochenend. Polka modern (Text: Curt Schulz)
- Idioten-Jazz. Dadaistischer Foxtrott
- Komm, Hein, wir trinken noch ein'n. Seemannswalzer (Musik und Text: Otto Rathke)
- Niedliche kleine Berlinerin.  Walzer
- Tanz um den Weihnachtsbaum. Slow-Fox
- Wenn der Frosch sein Liebesliedchen quakt. Walzer (Text: Curt Schulz)

## Tondokumente (Auswahl)

### Aufnahmen bei Beka
als Vortragskünstler
- 30 289 und 30 290  Musik und Suff (TuM.: Rathke) I und II: Otto Rathke, aufgen. 26. Juni 1919
- 30 291 und 30 292 Musikalische Rundschau (TuM.: Rathke)  I und II: Otto Rathke, aufgen. 26. Juni 1919
- 30 302 Die Schwiegermutter. Humoristischer Walzer (TuM.: Rathke) Otto Rathke, Vortrag m. Orchester, aufgen. 27. August 1919
- 30 303 Plem-plem. Original-Couplet (TuM.: Rathke) Otto Rathke, Vortrag m. Orchester
- 30 304 Paukenverse (TuM.: Rathke) Otto Rathke, Vortrag m. Orchester
- 30 305 Neue Paukenverse (TuM.: Rathke) Otto Rathke, Vortrag m. Orchester
- 30 339 Und die Sache ist gemacht! Couplet (TuM.: Rathke) Vortrag m. Orchester, aufgen. 16. Oktober 1919

als Dirigent
- Unterhaltungsmusik:
  - 30 299 Und überhaupt die ganze Liebe, aus “Die Dame vom Zirkus” (Rob. Winterberg – Jean Kren, Leonhard Buchbinder) Orchester, dirigiert v. O. Rathke.
  - 30 300 Auf Erden da ist es zum Weinen bestellt, aus “Die Dame vom Zirkus” (Rob. Winterberg – Jean Kren, Leonhard Buchbinder) Orchester, dirigiert v. O. Rathke.
  - 30 301 Heut muß ich mein Mädel haben, One-step (Adorjan Ötvös) Orchester, dirigiert v. O. Rathke.
  - 30 454 Max, du Schmalzmelone (TuM.: Rathke) Orchester, Dirigent O. Rathke;  aufgen. 20. Jänner 1920[22]
  - 31 457 Weine, Lene! Couplet (TuM.: Rathke) Orchester, Dirigent O. Rathke;  aufgen. 11. November 1921
- Reflexionen auf „moderne“ Musik nach 1918:
  - 30 452  Red Skin – Indianischer Marsch (Harry Schreier) Orchester, dirigiert v. O. Rathke, aufgen. 20. Jänner 1920
  - 30 453  Niggerpiccolo – Ragtime (Siegwart Ehrlich) Orchester, dirigiert v. O. Rathke, aufgen. 20. Jänner 1920[23].
  - 30 510  Smiles – Fox Trot (Lee S. Roberts) Orchester, dirigiert v. O. Rathke, aufgen. 30. März 1920.
  - 30 791  Boxer Trott – Radau-Foxtrot (O. Rathke) Orchester, dirigiert v. O. Rathke, aufgen. 13. Jänner 1921.
  - 30 870  Idioten-Jazz – Dadaistischer Foxtrott[24] (O. Rathke) Orchester, dirigiert v. O. Rathke, aufgen. 17. Februar 1921.
  - 32 706  Negerplatte (O. Rathke) Orchester, dirigiert v. O. Rathke, aufgen. 26. Februar 1925.
- Humoristische Stücke
  - 30 963  Rixdorf am See: Bergstiefel-Polka mit Einlegesohlen (O. Rathke) Orchester, Dirigent O. Rathke, aufgen. 19. April 1921.
  - 30 964  Im Grunewald bei München. Humoristischer Rheinländer (O. Rathke) Orchester, Dirigent O. Rathke, aufgen. 19. April 1921.
  - 31 016, auch B.3729   Der Betrunkene (Rrrk-pteu !) Scherzaufnahme: O. Rathke m. Orch., aufgen. 12. Februar 1923[25]
  - 32 080, auch B.3150   Ferkelballett. Humoristisches Charakterstück: O. Rathke m. Orch., aufgen. 12. April 1923
- Marschmusik
  - 30 321 Baltik-Marsch (Siegesruf) – Marsch (Rathke) Orchester
  - 30 324 Wiener Schneid – Marsch  (Rathke) Orchester
  - 30 325 Klingende Schwerter – Marsch  (Rathke) Orchester
  - 30 326 Kavallerie-Marsch  (Rathke) Orchester

### Aufnahmen auf Star Record
- Hoch zu Roß: Marsch (Otto Rathke) Stern-Orchester.  Stern-Platte 5316
- Aus Stahl und Eisen: Marsch (Otto Rathke) Stern-Orchester.  Stern-Platte 5317
- Victoria-Marsch (Otto Rathke) Star-Blas-Orchester. Kapellmeister Otto Rathke. Star-Record 5957
- Wetterleuchten: Marsch (Otto Rathke) Star-Blas-Orchester. Kapellmeister Otto Rathke. Star-Record 5958

Quelle grammophon-platten.de:

### Aufnahmen auf Derby (um 1928/29)
- Da merkte ich erst was für ein Ochse ich war! (Text: Rathke) Derby G.5540 (Lb 156)
- Couplet über deutsche Zitate (TuM: Rathke) Derby D.O.5541 (Lb 157²)
- Geistreich, aber blöd (Musik: Götze, Text: Rathke) Derby G.5544 (Lb 158²)[27].
- Eine Gerichtsverhandlung (Text: Rathke) Derby D.O.5541 (Lb 159)